# Punto di equilibrio iperbolico
In matematica, specialmente nello studio dei sistemi dinamici, un punto di equilibrio iperbolico o punto fisso iperbolico di un sistema dinamico descritto dall'equazione autonoma:
{\displaystyle {\dot {x}}=f(x)}
è un punto di equilibrio {\displaystyle x_{0}} tale per cui, se:
{\displaystyle {\dot {u}}=Df(x_{0})u}
è la linearizzazione del sistema in un intorno di {\displaystyle x_{0}}, nessuno degli autovalori della matrice {\displaystyle Df(x_{0})} ha parte reale nulla.
Si tratta di un punto di equilibrio che non possiede nessuna varietà centrale; in prossimità di esso esistono una varietà stabile ed una instabile.
La parola "iperbolico" è dovuta al fatto che nel caso bidimensionale le triettorie vicine al punto iperbolico giacciono su tratti di iperbole centrate in quel punto rispetto ad un adeguato sistema di riferimento. A volte per ottenere questo sistema di riferimento si deve passare attraverso una rotazione nello spazio immaginario.

Traiettorie vicino ad un punto di equilibrio iperbolico per un flusso bidimensionale

## Descrizione
Sia {\displaystyle F:\mathbb {R} ^{n}\to \mathbb {R} ^{n}} un campo vettoriale di classe {\displaystyle C^{1}} con un punto di equilibrio (anche detto punto critico) {\displaystyle p}, ovvero un punto tale che:
{\displaystyle F(p)=0}
Sia {\displaystyle J_{F}(p)} la matrice Jacobiana di {\displaystyle F} al punto {\displaystyle p}. Se {\displaystyle J_{F}(p)} non ha autovalori con parte reale nulla, allora {\displaystyle p} è iperbolico.
Una soluzione {\displaystyle \phi _{t}(x_{0})} dell'equazione {\displaystyle {\dot {x}}=f(x)} che definisce il sistema (in generale non lineare), con {\displaystyle f\in C^{1}}, è l'evoluzione del sistema a partire dal punto iniziale {\displaystyle x_{0}}. Si tratta del flusso del sistema, la cui immagine è l'orbita per {\displaystyle x_{0}}. Il teorema di Hartman-Grobman afferma che un sistema dinamico in un intorno di un punto di equilibrio iperbolico è topologicamente coniugato alle traiettorie del sistema dinamico linearizzato. In altri termini, se l'origine è un punto di equilibrio iperbolico allora esiste un omeomorfismo {\displaystyle H} che in un intorno dell'origine mappa le orbite del sistema non lineare in quelle del sistema lineare mantenendo la parametrizzazione temporale:
{\displaystyle H\circ \phi _{t}(x_{0})=e^{At}H(x_{0})}

## Esempio
Si consideri il seguente sistema non lineare:
{\displaystyle {\frac {dx}{dt}}=y}
{\displaystyle {\frac {dy}{dt}}=-x-x^{3}-\alpha y\qquad \alpha \neq 0}
Il punto {\displaystyle (0,0)} è il solo punto di equilibrio. La linearizzazione all'equilibrio è:
{\displaystyle J(0,0)={\begin{pmatrix}0&1\\-1&-\alpha \end{pmatrix}}}
Gli autovalori della matrice sono:
{\displaystyle \lambda _{1,2}={\frac {-\alpha \pm {\sqrt {\alpha ^{2}-4}}}{2}}}
e hanno parte reale non nulla per {\displaystyle \alpha \neq 0}. Si tratta quindi di un punto di equilibrio iperbolico; il sistema linearizzato avrà in questo modo lo stesso comportamento del sistema non lineare nell'intorno di {\displaystyle (0,0)}. Quando {\displaystyle \alpha =0}, il sistema avrà un punto di equilibrio non iperbolico in {\displaystyle (0,0)}.